# Szapáry György (főispán)
Gróf muraszombati, széchyszigeti és szapári Szapáry György Ágost József (Pest, 1865. március 27. – Pusztataskony, 1929. szeptember 1.) nagybirtokos főnemes, királyi tanácsos, Jász-Nagykun-Szolnok vármegye főispánja, Szapáry Gyula miniszterelnök fia, Szapáry György közgazdász nagyapja.

## Élete
Régi, főnemesi családba született, édesapja Szapáry Gyula gróf miniszterelnök, édesanyja pedig Festetics Karolina grófnő. Gyermekkorát a Tiszaburához tartozó pusztataskonyi uradalomban töltötte. Tanulmányai befejeztével egy éves katonai szolgálatát önkéntesként a 2. számú huszárezredben szolgálta le. 1889-ben megkapta a császári és királyi kamarási méltóságot. A politika helyett eleinte inkább a mezőgazdaság érdekelte, azon belül is az állattenyésztés, különösen szívügyének tekintette a lótenyésztést. 1906-ban a millenáris kiállításra vármegyéje általa összeállított lovai országos első helyezést értek el. Ám édesapja 1905-ben meghalt, így átvette a családi birtok vezetését, majd 1907-ben kérvényezte főrendiházi tagságát, amit még abban az évben meg is kapott. A főrendiházban több bizottság tagjává is megválasztották, de tagja volt a királyi és országos legfőbb fegyelmi bíróságnak is.
A világháború kitörésekor Ferenc Szalvátor főherceg Szapáryt nevezte ki a Vöröskereszt Egylet vármegyei megbízottjává. A szervezet nagy munkát végzett. Kisegítő kórházat tartottak fenn, önkéntes ápolónői szolgálatot hoztak létre, a vasúti betegnyugvó állomást gyógyszerekkel és élelemmel látták el, de adománygyűjtést, népkonyhákat és napközi otthont is szerveztek. Szapáry ezen túlmenően saját vagyonából és saját birtokán egy további kórházat is működtetett, de felesége is kivette a részét a munkákban, hiszen önkéntes ápolónői teendőin felül anya- és csecsemővédelmi munkát is végzett. Horthy Szabolcs főispán harctéren történt halála után a vármegye vezetői tisztsége hosszú időn át betöltetlen maradt. Előbb Magyary-Kossa Géza, majd Baghy Béla és Borbély György neve merült fel, majd részben a helyi sajtó miatt Küry Albert alispán is a lehetséges főispán-jelöltek közé került. Ferenc József végül 1915. szeptember 9-én Szapáryt nevezte ki Jász-Nagykun-Szolnok vármegye főispánjává, melyet a sajtó jelentős része és a közvélemény is támogatott. A vármegyének mozgalmas élete volt Szapáry vezetése alatt. 1916. augusztus végén a román támadást követően belügyminisztériumi rendeletre a szolnoki vasútállomáson menekültügyi kirendeltség kezdte meg működését. Itt a vármegyei tisztikar is kivette részét a munkából, összesen közel 80 000 menekültnek segédkeztek. A kezdeti fejetlenség ellenére végül sikerült megszervezni az élelemellátást, a segélykiosztást, a szálláshelyek biztosítását ugyanúgy, ahogy a ruházati ellátást és a menekültek nyilvántartását is. E munkára Sándor János belügyminiszter is felfigyelt, aki aztán őszinte köszönetét nyilvánította Szapáry főispán és az egész vármegyei tisztikar felé. Novemberben aztán elhunyt Ferenc József, majd Szapáry az új király, IV. Károly koronázási ünnepségén kapott szerepet. Tisza István miniszterelnök 1917-es távozása után beadta lemondását, amit a vármegyei közgyűlés sajnálattal vett tudomásul, de a helyi vöröskeresztben betöltött elnöki pozíciójában továbbra is megmaradt.
A világháború utáni zűrzavaros időszak megviselte Szapáryt és családját. A Tanácsköztársaság alatt elfogatták, birtokait pedig a román katonák kifosztották, akik csak a tiszaburai kastélyban 6,3 millió koronányi kárt okoztak. A Tanácsköztársaság bukása után szabadon engedték, megpróbáltatásai ellenére továbbra is tevékeny társadalmi és gazdasági szerepet vállalt, 1927-től tagja lett a Felsőháznak is. Elnöke lett a Szolnoki Cukorgyárnak, a Középtiszai Ármentesítő Társulatnak, a helyi lótenyésztő bizottmánynak, valamint a vármegyei gazdasági egyesületnek és a Kaszinónak is. Hamarosan azonban megbetegedett, és hosszú szenvedés után 1929. szeptember 1-jén elhunyt. Három nappal később tartott temetésén maga a kormányzó, Horthy Miklós is megjelent.

### Címei, kitüntetései
- császári és királyi kamarás, 1889.
- Osztrák Császári Vaskorona-rend III. osztálya, 1906.
- Polgári Hadi Érdemkereszt
- Magyar Vöröskereszt Díszjelvénye

### Családja
1901-ben vette feleségül cserneki Markovics Mária Klementina (1881–1946) palotahölgy és csillagkeresztes hölgyet, aki három gyermeket szült neki:
- Gyula Mária Antal József (1901–1985); neje: gróf futaki Hadik Adél (1909–1972)
- Paula Emerika Mária Katalin Antónia (1904–1989)
- Klementina Mária Jozefa Katalin Antónia Georgina (1909–1983)